# 格呂訥山 (格洛克納山脈)
47°03′32″N 12°39′14″E / 47.058855°N 12.653840°E
格呂訥山（德語：Grüner Kopf），是奧地利的山峰，位於該國西部，由蒂羅爾州負責管轄，屬於格洛克納山脈的一部分，海拔高度3,005米，人類在1927年首次登頂。